# Cayo Licinio Muciano
Cayo o Gayo Licinio Muciano  fue un senador romano del siglo I cuyo cursus honorum se desarrolló bajo los imperios de Claudio, Nerón, Galba, Otón y Vespasiano, destacando como político, escritor y general.

## Familia
Su nombre revela que había nacido dentro de la gens Mucia, habiendo sido luego adoptado por un Licinio.

## Carrera
Aproximadamente en 55 fue enviado por el emperador Claudio, que recelaba de su íntima relación con Valeria Mesalina, a Armenia junto a Cneo Domicio Corbulón. Bajo Nerón recobró el favor imperial y fue probablemente designado consul suffectus en 64.
Cuando estalló la primera guerra judeo-romana en 66, Muciano era el gobernador de Siria, puesto en el que se mantuvo durante el año de los cuatro emperadores. Cuando fracasó en su intento de sofocar la revuelta, Vespasiano fue enviado para relevarle. Tras la muerte de Galba en 69, tanto Muciano como Vespasiano declararon su lealtad al nuevo emperador Otón, pero cuando Vitelio se levantó en Germania Inferior y se apoderó del trono, Muciano persuadió a Vespasiano para rebelarse contra el nuevo emperador. Acordaron que Vespasiano permanecería en el Este para resolver los problemas en esa parte del orbe, mientras Muciano marchaba hacia Roma a través de Asia Menor y Tracia para atacar a Vitelio.
Muciano entró en Roma un día tras la muerte de Vitelio y halló al hijo menor de Vespasiano, Domiciano a la cabeza del Estado, pero en cuanto llegó relevó al joven que permaneció prácticamente en el olvido hasta la muerte de su hermano Tito. Muciano se mantuvo toda su vida fiel a Vespasiano y fue recompensado con dos consulados, uno en 70 y otro en 72 En esa misma época, fue miembro del colegio de los hermanos Arvales. Se supone que murió durante el reinado de su aliado Vespasiano, ya que no existen referencias a su persona en los reinados de sus hijos, Tito y Domiciano.

## Obras
Fue un inteligente escritor e historiador. Realizó una recopilación de los discursos y las cartas de los romanos de la antigua República romana, probablemente incluyendo un conjunto de actas del Senado, las res gesta senatus, y fue el autor de una autobiografía, que trataba principalmente de la historia natural y la geografía orientales, a menudo citada por Plinio el Viejo.